# La Maison de Nina
Pour plus de détails, voir Fiche technique et Distribution.
La Maison de Nina est un film français réalisé par Richard Dembo, sorti en 2005.

## Synopsis
L'action du film se déroule entre septembre 1944 et janvier 1946. Dans l'est de la France, Nina tient ce qu'on appelle « une maison de l'espoir », ces maisons qui ont hébergé des jeunes juifs, pour la plupart orphelins. La fin de la guerre approche et on lui demande de s'occuper d'autres jeunes juifs rescapés du camp de Buchenwald. Ces enfants, qui ont vu les pires horreurs se dérouler devant leurs yeux se tournent vers une pratique religieuse plus intensive. Nina doit gérer et reconstruire ces vies brisées, tout en protégeant les enfants qui ont passé la guerre dans son orphelinat.
En racontant l'apprentissage de l'espoir, comment revivre après la catastrophe et l'anéantissement, ce film ne parle pas du passé mais de l'avenir. C'est un hymne à la vie et au bonheur d'être vivant.

## Fiche technique
- Titre : La Maison de Nina
- Réalisation : Richard Dembo
- Scénario : Richard Dembo
- Production : Alain Rozanès et Pascal Verroust
- Distribution :  France : TFM Distribution
- Budget : 5,33 millions d'euros
- Musique : Teddy Lasry
- Directeur de la photographie : Laurent Fleutot
- Photographe de plateau : Patrick Camboulive
- Montage : Isabelle Devinck
- Décors : Christian Marti
- Costumes : Ève-Marie Arnault
- Pays d'origine :  France
- Langue : français
- Format : couleur - 1,85:1 - Dolby Digital - 35 mm
- Genre : drame
- Durée : 112 minutes
- Dates de sortie :
  - France : 12 octobre 2005
  - Belgique : 23 novembre 2005

## Distribution
- Agnès Jaoui : Nina
- Sarah Adler : Marlène
- Katia Lewkowicz : Eva
- Arié Elmaleh : Avner
- Sébastien Knafo : Arié
- Adèle Csech : Sylvie
- Jérémy Sitbon : Georges
- Vincent Rottiers : Gabriel
- Alexis Pivot : Jean
- Max Levy : Jules-Marie
- Lola Naymark : Rosette
- Claire Bouanich : le Petit Ange
- Arnaud Marciszewer : le Petit Pruneau
- Gaspard Ulliel : Izik
- David Mambouch : Leiser
- Arthur Moncla : Moshe
- Gabriel Hallali : Hertchel
- Meir Bloemhof : Schlome
- Jonathan Aleksandrowicz : Aaron
- Jeremias Nussbaum : Schmelke
- Charles Berling : Maurice Gutman
- Gilles Gaston-Dreyfus : Jacques Goldstein
- Michel Jonasz : le Généreux donateur
- Jean-Pierre Becker : Anselme
- Bernard Blancan : Emile
- André Cavaillé : le photographe
- Idit Cebula : la mère de Sylvie et Georges
- Yann Collette : le colonel de Marcieu
- Yann Goven : Bomze
- Judith Henry : la mère adoptive de Jules-Marie
- Allen Hoist : Sandy
- Tómas Lemarquis : Gustav
- Philippe Morier-Genoud : Monsieur Gélin
- Élise Otzenberger : Hélène
- Hubert Saint-Macary : le chef de gare
- Ken Samuels : Capitaine O'Leary
- Vittoria Scognamiglio : Gloria
- Gilles Segal : le docteur Weill
- Veronika Varga : la fausse mère
- Luc Lavandier
- Harry Boukris

## Autour du film
- Le cinéaste est décédé le 11 novembre 2004, à l'âge de 56 ans, durant le montage du film.
- Le film a été primé dans le cadre de Yad Vashem, en 2006.
- On peut être surpris de voir des enfants juifs rescapés des camps habillés en vêtements militaires allemands des jeunesses hitlériennes ! C'est pourtant le cas... En fait, on n'avait tout simplement trouvé aucun autre vêtement à leur donner.

## Note historique
Créées dans l'urgence de la Libération, les maisons d'enfants ont accueilli dès 1944 les gamins sans famille, cachés dans la France profonde ; puis dès juin 1945, les enfants déportés, survivants des camps de concentration.
Des milliers d'enfants, parmi lesquels Elie Wiesel, s'y sont reconstruits.

## Enfants rescapés de Buchenwald
C'est l'histoire réelle des enfants rescapés de Buchenwald qui a inspiré le scénario du film.

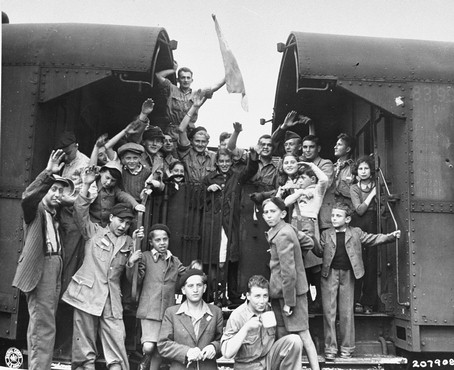
Enfants rescapés de Buchenwald
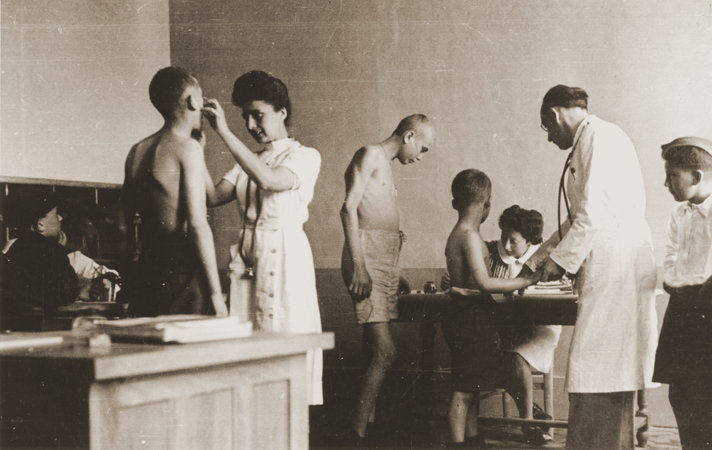
Visite médicale, à gauche le docteur Françoise Brauner
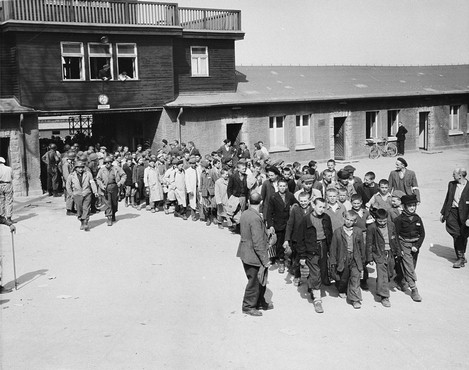
Les enfants survivants quittent le camp
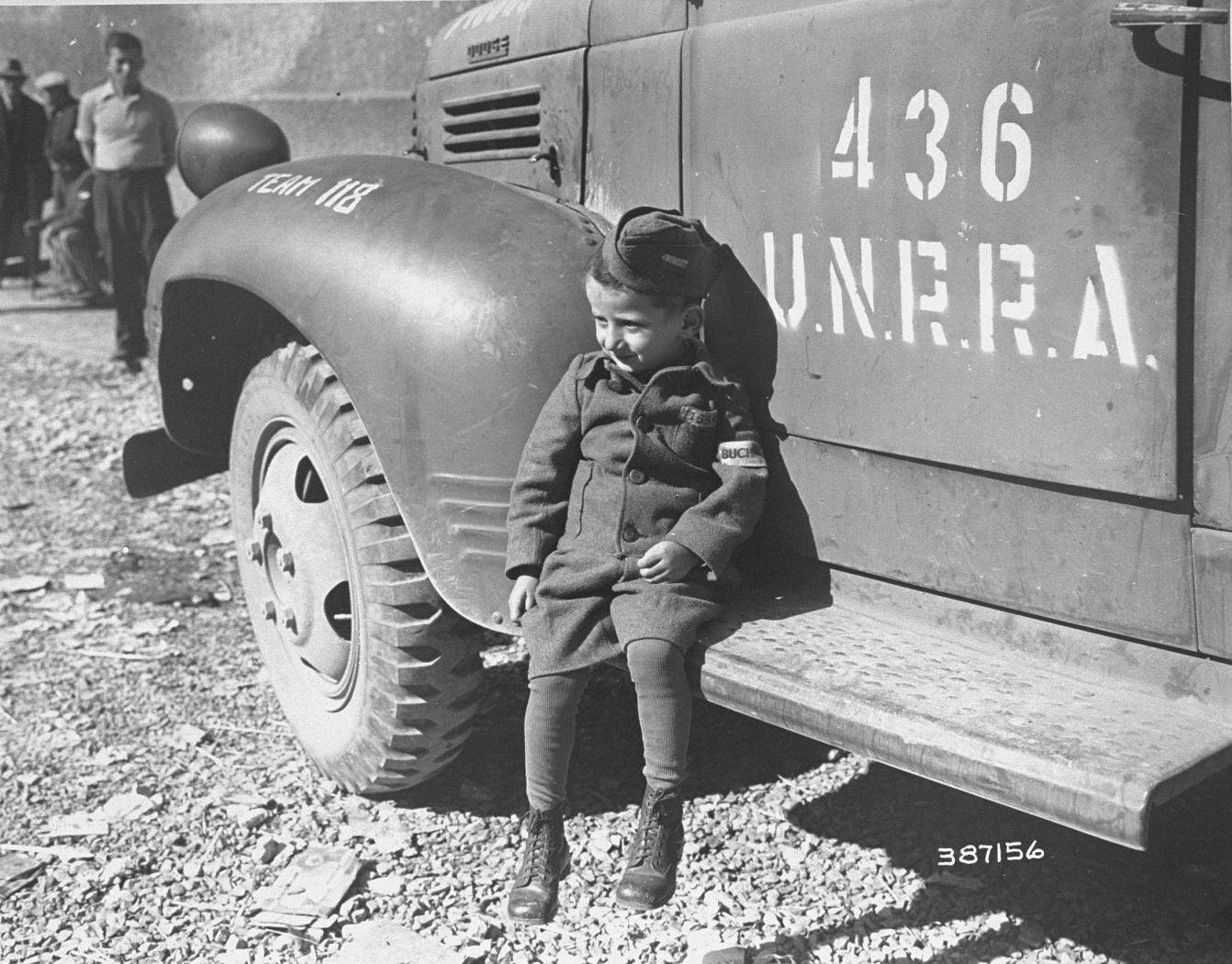
Joseph Schleifstein, 4 ans, le plus jeune survivant de Buchenwald